# Université catholique ukrainienne
L'université catholique ukrainienne (ukrainien : Український Католицький Університет, Ukraïns'ky Katolyts'ky Universytet) est une université catholique privée à Lviv, en Ukraine, affiliée à l'Église grecque-catholique ukrainienne. Elle est inaugurée le 29 juin 2002. L'université se spécialise en sciences humaines et sociales.
Aujourd'hui, l'université compte environ 1 212 étudiants.

## Facultés
Il y a deux facultés (faculté des sciences humaines et faculté de philosophie et de théologie), ainsi que neuf instituts de recherche :
- L’Institut de l’Histoire de l’Église
- L’Institut de la Religion et de la Société
- L’Institut du Droit canon
- L’Institut de Pédagogie catéchétique
- L’Institut du Mariage et de la Famille
- L’Institut de Recherche liturgique
- L’institut de Terminologie théologique et de Traduction
- L’Institut de Recherche néo-latine
- Institut d’Études œcuméniques